# Bristol Blenheim
O Bristol 142M Blenheim foi um bombardeiro ligeiro britânico utilizado durante a Segunda Guerra Mundial.

## História
Voou pela primeira vez no dia 12 de abril de 1935 com a designação de Bristol Type 142, mais tarde tornando-se Type 142M, sendo desenvolvido para operações de bombardeiro. O Ministério do ar logo lhe concedeu a denominação de B. 28/35, sendo estas primeiras versões denominadas de Blenheim Mk I. Estes primeiros exemplares foram incorporados ao 114º Esquadrão em Wyton no mês de março de 1937, mais tarde, em setembro de 1938 já equipavam 16 esquadrões.
Era propulsionado com dois motores radiais de 840 hp, possuindo em seu armamento uma metralhadora de 7,7 mm na asa, uma metralhadora manual de 7,07 mm no dorso e capacidade de carga para 454 kg (1 000 lb) de bombas.
Outra versão desenvolvida foi o Blenheim Mk IV, com uma propulsão de dois motores radiais de 920 hp, equipando sete esquadrões no início da Segunda Guerra Mundial.
Um Blenheim Mk IV (N6215) do 139º Esquadrão da RAF se tornou, no dia 3 de setembro de 1939, a primeira aeronave britânica a entrar no espaço aéreo alemão, onde tirou fotografias da frota naval alemã que estava em Wilhelmshaven. Já no dia seguinte, outros Blenheim Mk IV do 107º e 110º Esquadrões realizaram a primeira missão de ataque contra os alemães.
Mais tarde, no ano de 1942 surgiu o Blenheim Mk V possuindo uma propulsão de dois motores de 950 hp, operando no Norte da África e Tunísia.

## Versões
- Blenheim Mk I (Bristol 142M): versão original com motores radiais Mercury VIII de 840 hp (626 kW), da qual algumas unidades foram fabricadas sob licença na Finlândia e na Iugoslávia;
- Blenheim Mk IF: caça noturno provisório, equipado com radar;
- Blenheim Mk IV (Bristol 149): versão aperfeiçoada do Mk I, com motores Mercury XV de 920 hp (686 kW), maior capacidade de armazenamento de combustível e nariz alargado, com algumas unidades construídas na Finlândia;
- Blenheim Mk IVF: versão de caça do Mk IV;
- Blenheim Mk V (Bristol 160): com motores Mercury 25 ou 30 de 950 hp (708 kW) e um nariz sólido alojando quatro metralhadoras;
- Blenheim Mk VA: versão de bombardeamento do Mk V;
- Blenheim Mk VB: versão de apoio aéreo cerrado do Mk V;
- Blenheim Mk VC: versão de instrução;
- Blenheim Mk VD: versão de bombardeamento adaptada a ambientes tropicais;
- Bolingbroke Mk I: versão do Blenheim Mk IV, construída no Canadá, para reconhecimento costeiro e bombardeamento ligeiro, com motores Mercury VIII;
- Bolingbroke Mk IV: versão do Bolingbroke com motores Mercury XV;
- Bolingbroke Mk IV W: versão do Bolingbroke com motores radiais Pratt & Whitney R-1830 Wasp.

## Operadores

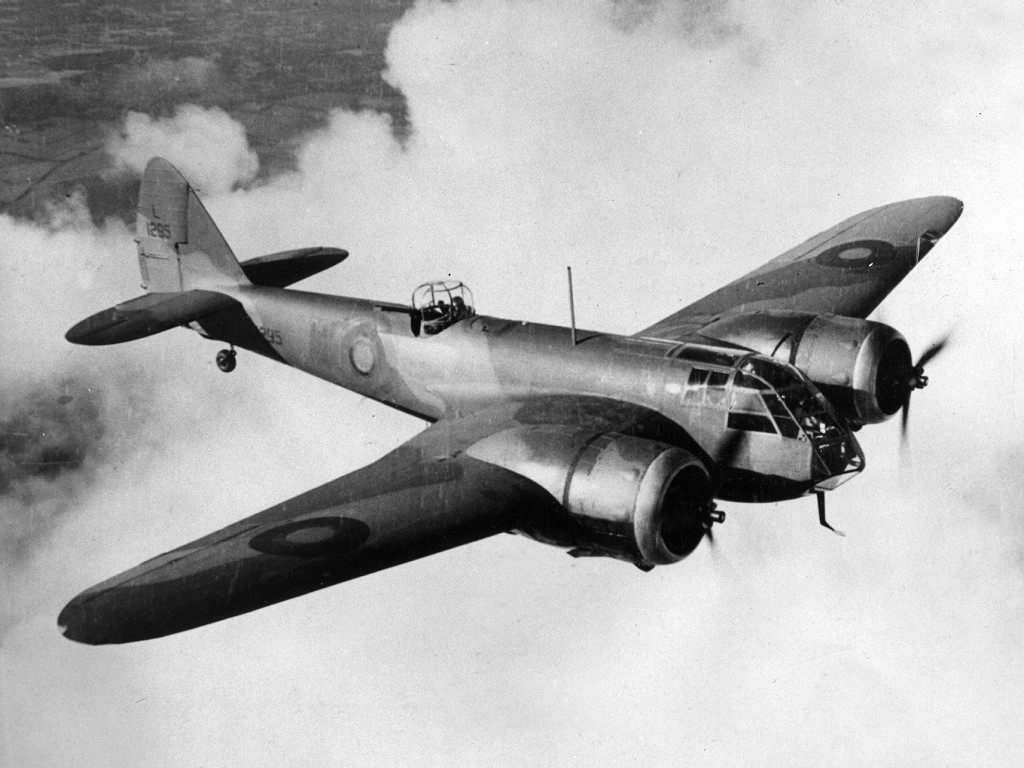
Bristol Blenheim Mk I
Força Aérea do Canadá.

- Austrália
- Canadá
- Croácia
- Finlândia
- França
- Grécia
- Nova Zelândia
- Portugal
- Roménia
- África do Sul
- Turquia
- Reino Unido
- Iugoslávia

## Serviço em Portugal
A Marinha Portuguesa recebeu 12 Bristol Blenheim em 1943 para utilização em ataque marítimo. As unidades foram equipar a Esquadrilha B das Forças Aéreas da Armada, estacionada no Aeroporto de Lisboa. Em Março de 1945 os Blenheim foram desactivados e substituídos pelos novos Bristol Beaufighter.

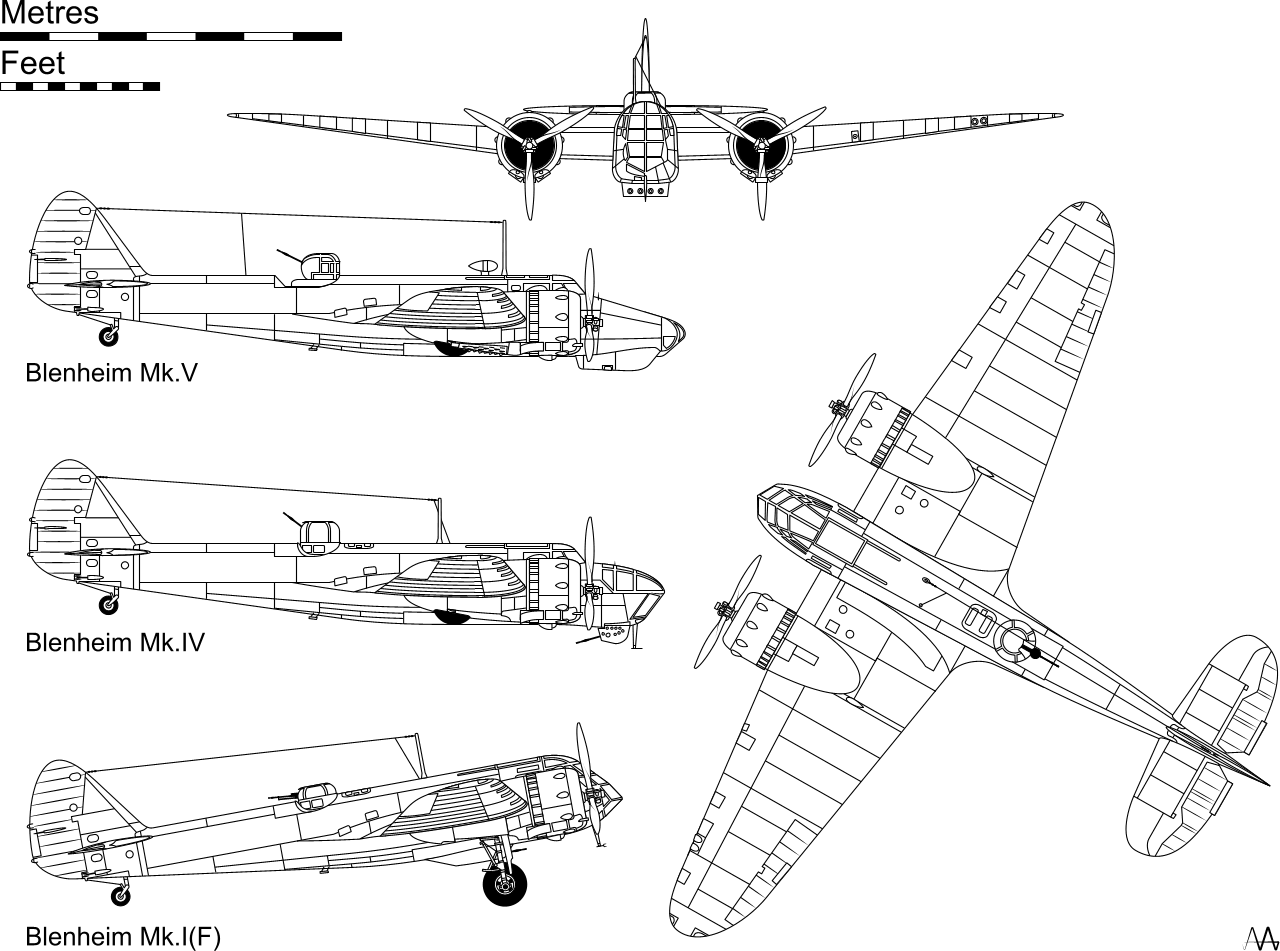
Bristol Blenheim

## Especificações (Blenheim Mk IV)
Dados de: British Warplanes of World War II.
Descrições gerais
- Tripulação: 3
- Comprimento: 12,98 m (43 ft)
- Envergadura: 17,17 m (56 ft)
- Altura: 3 m (9,8 ft)
- Área alar: 43,6 m² (469 ft²)
- Peso vazio: 4 450 kg (9 810 lb)
- Peso bruto (carregado): 6 545 kg (14 400 lb)

Motorização
- Número de motores: 2x
- Tipo do motor: Motor a pistão radial
- Fabricante/modelo: Bristol Mercury XV
- Potência por motor: 920 hp (686 kW)
- Descrição do propulsor/hélice: Hélices tripá da Hamilton Standard

Performance
- Velocidade máxima: 428 km/h (266 mph)
- Velocidade total em Nó: 231 kn (428 km/h)
- Alcance bélico: 2 351 km (1 460 mi)
- Razão de subida: 7,6 m/s
- Tecto de serviço: 8 310 m (27 300 ft)
- Carga alar: 150 kg/m²

Armamentos
- Metralhadoras/canhões: 5x ou 6x Browning M1919 de calibre .303 7,7 mm (0,303 in)
- Bombas: 540 kg (1 190 lb) de carga de bombas sendo:
4x bombas de 113 kg (249 lb) ou
2x bombas de 227 kg (500 lb) internas e 8x bombas de 18 kg (39,7 lb) externas